# La Guerre des sexes
Pour plus de détails, voir Fiche technique et Distribution.
La Guerre des sexes (All Tied Up) est un film américain réalisé par John Mark Robinson, sorti en 1994.

## Synopsis
Brian est un individu à femmes et s'apprête malgré tout à demander à Linda, sa petite amie, de l'épouser.
La veille de cet événement, Linda surprend Brian au lit avec une autre fille.
Brian veut absolument la récupérer et se rend à son domicile. Il heurte accidentellement une baie vitrée et s'évanouit.
À son réveil, Kim, la colocataire de Linda, l'a soigneusement attaché au lit.
Brian est prisonnier et Linda va enfin pouvoir lui faire payer toutes ses infidélités.

## Fiche technique
- Titre : La Guerre des sexes
- Titre original : All Tied Up
- Réalisation : John Mark Robinson
- Scénario : Robert Madero et Isabel Mulá
- Musique : Bernardo Bonezzi
- Photographie : Alfredo Mayo
- Montage : Peter Teschner (en)
- Production : Isabel Mulá
- Société de production : Irongate Entertainment Group
- Pays de production :  États-Unis et  Espagne
- Genre : Comédie
- Durée : 90 minutes
- Dates de sortie : 
  - Espagne : 30 juillet 1993
  - États-Unis : 11 mai 1994

## Distribution
- Zach Galligan (VF : Serge Faliu) : Brian Hartley
- Teri Hatcher (VF : Déborah Perret) : Linda Alissio
- Lara Harris (en) (VF : Juliette Degenne) : Kim Roach
- Tracy Griffith (en) : Sharon Stevens
- Abel Folk (VF : Pierre-François Pistorio) : Max
- Melora Walters : Bliss
- Olivia Brown : Tara
- Edward Blatchford (en) : l'inspecteur Frank Steinham
- Rachel Sweet (en) : J.J.
- Patrick Bergin : le barman (non crédité)

 Source et légende : version française (VF) sur RS Doublage